# Délit de coalition
Le délit de coalition est institué par la loi Le Chapelier du 14 juin 1791 qui interdit les rassemblements ouvriers et paysans, après l'abrogation des corporations par le décret d'Allarde des 2 et 17 mars 1791. Il est abrogé par la loi Ollivier du 25 mai 1864.
La coalition est un groupement de patrons ou d'ouvriers qui exerce une pression dans le sens de la baisse ou de la hausse des salaires.
La loi Le Chapelier proclame la liberté du travail mais en même temps, elle interdit toute coalition qui semble-t-il va à l'encontre de cette liberté du travail. Ainsi, selon cette loi toute réunion de travailleurs devient impossible.
Les termes de la loi sont clairs, sont punies : « toutes tentatives des gens de même métier de se réunir pour discuter de leurs intérêts, de refuser de concert ou de n'accorder qu'à un prix déterminé, le secours de leur industrie et de leurs travaux».
Le délit de coalition est alors bien posé. Il n'est donc pas possible pour les ouvriers de faire grève. En tous les cas on punit d'un emprisonnement toute coalition ouvrière, alors que l'on ne punit les coalitions patronales que si leurs buts sont de baisser les salaires. 